# Greenidea longirostris
Greenidea longirostris är en insektsart som beskrevs av Basu, A.N. 1970. Greenidea longirostris ingår i släktet Greenidea och familjen långrörsbladlöss. Inga underarter finns listade i Catalogue of Life.